# Cervona Kameanka, Oleksandria
Cervona Kameanka (în ucraineană Червона Кам'янка) este localitatea de reședință a comunei Cervona Kameanka din raionul Oleksandria, regiunea Kirovohrad, Ucraina.

## Demografie
Componența lingvistică a localității Cervona Kameanka
     Ucraineană (95,95%)
     Rusă (2,7%)
     Alte limbi (0,9%)
Conform recensământului din 2001, majoritatea populației localității Cervona Kameanka era vorbitoare de ucraineană (95,95%), existând în minoritate și vorbitori de rusă (2,7%).